# Sífutás az 1992. évi téli olimpiai játékokon
Az 1992. évi téli olimpiai játékokon a sífutás versenyszámait Les Saisies-ben rendezték február 9. és 22. között.

## Részt vevő nemzetek
A versenyeken 40 nemzet 223 sportolója vett részt.
- Argentína (ARG) (5)
- Ausztrália (AUS) (2)
- Ausztria (AUT) (6)
- Bulgária (BUL) (6)
- Csehszlovákia (TCH) (12)
- Dánia (DEN) (2)
- Dél-Korea (KOR) (4)
- Egyesített Csapat (EUN) (12)
- Egyesült Államok (USA) (17)
- Észak-Korea (PRK) (4)
- Észtország (EST) (6)
- Finnország (FIN) (14)
- Franciaország (FRA) (11)
- Görögország (GRE) (5)
- Honduras (HON) (1)
- Horvátország (CRO) (1)
- Izland (ISL) (2)
- Japán (JPN) (6)
- Jugoszlávia (YUG) (3)
- Kanada (CAN) (11)
- Kína (CHN) (3)
- Lengyelország (POL) (7)
- Lettország (LAT) (1)
- Liechtenstein (LIE) (1)
- Litvánia (LTU) (2)
- Magyarország (HUN) (2)
- Marokkó (MAR) (3)
- Mexikó (MEX) (1)
- Mongólia (MGL) (2)
- Nagy-Britannia (GBR) (4)
- Németország (GER) (10)
- Norvégia (NOR) (10)
- Olaszország (ITA) (13)
- Románia (ROU) (2)
- San Marino (SMR) (1)
- Spanyolország (ESP) (4)
- Svájc (SUI) (9)
- Svédország (SWE) (12)
- Szlovénia (SLO) (2)
- Törökország (TUR) (1)

## Éremtáblázat
(Az egyes számoszlopok legmagasabb értéke, vagy értékei vastagítással kiemelve.)
| Az 1992. évi téli olimpiai játékok éremtáblázata sífutásban | Az 1992. évi téli olimpiai játékok éremtáblázata sífutásban | Az 1992. évi téli olimpiai játékok éremtáblázata sífutásban | Az 1992. évi téli olimpiai játékok éremtáblázata sífutásban | Az 1992. évi téli olimpiai játékok éremtáblázata sífutásban | Olimpia  |
| ----------------------------------------------------------- | ----------------------------------------------------------- | ----------------------------------------------------------- | ----------------------------------------------------------- | ----------------------------------------------------------- | -------- |
|                                                             | Ország                                                      | Arany                                                       | Ezüst                                                       | Bronz                                                       | Összesen |
| 1.                                                          | Norvégia (NOR)                                              | 5                                                           | 3                                                           | 1                                                           | 9        |
| 2.                                                          | Egyesített Csapat (EUN)                                     | 3                                                           | 2                                                           | 4                                                           | 9        |
| 3.                                                          | Olaszország (ITA)                                           | 1                                                           | 4                                                           | 3                                                           | 8        |
| 4.                                                          | Finnország (FIN)                                            | 1                                                           | 1                                                           | 1                                                           | 3        |
|                                                             |                                                             |                                                             |                                                             |                                                             |          |
| 5.                                                          | Svédország (SWE)                                            | 0                                                           | 0                                                           | 1                                                           | 1        |
|                                                             |                                                             |                                                             |                                                             |                                                             |          |
| Összesen                                                    | Összesen                                                    | 10                                                          | 10                                                          | 10                                                          | 30       |

## Érmesek

### Férfi
| Az 1992. évi téli olimpiai játékok érmesei férfi sífutásban |                                                                                 |           |                                                                                         |           |                                                                                     |           |
| Versenyszám                                                 | Arany                                                                           | Arany     | Ezüst                                                                                   | Ezüst     | Bronz                                                                               | Bronz     |
| 10 km                                                       | Vegard Ulvang · Norvégia (NOR)                                                  | 27:36,0   | Marco Albarello · Olaszország (ITA)                                                     | 27:55,2   | Christer Majbäck · Svédország (SWE)                                                 | 27:56,4   |
| 30 km                                                       | Vegard Ulvang · Norvégia (NOR)                                                  | 1:22:27,8 | Bjørn Dæhlie · Norvégia (NOR)                                                           | 1:23:14,0 | Terje Langli · Norvégia (NOR)                                                       | 1:23:42,5 |
| 50 km                                                       | Bjørn Dæhlie · Norvégia (NOR)                                                   | 2:03:41,5 | Maurilio De Zolt · Olaszország (ITA)                                                    | 2:04:39,1 | Giorgio Vanzetta · Olaszország (ITA)                                                | 2:06:42,1 |
| 15 km, üldözőverseny                                        | Bjørn Dæhlie · Norvégia (NOR)                                                   | 38:01,9   | Vegard Ulvang · Norvégia (NOR)                                                          | 38:55,3   | Giorgio Vanzetta · Olaszország (ITA)                                                | 38:56,2   |
| 4 × 10 km, váltó                                            | Norvégia (NOR) · Terje Langli · Vegard Ulvang · Kristen Skjeldal · Bjørn Dæhlie | 1:39:26,0 | Olaszország (ITA) · Giuseppe Puliè · Marco Albarello · Giorgio Vanzetta · Silvio Fauner | 1:40:52,7 | Finnország (FIN) · Mika Kuusisto · Harri Kirvesniemi · Jari Räsänen · Jari Isometsä | 1:41:22,9 |

### Női
| Az 1992. évi téli olimpiai játékok érmesei női sífutásban |                                                                                                   |           |                                                                                           |           |                                                                                              |           |
| Versenyszám                                               | Arany                                                                                             | Arany     | Ezüst                                                                                     | Ezüst     | Bronz                                                                                        | Bronz     |
| 5 km                                                      | Marjut Rolig-Lukkarinen · Finnország (FIN)                                                        | 14:13,8   | Ljubov Jegorova · Egyesített Csapat (EUN)                                                 | 14:14,7   | Jelena Välbe · Egyesített Csapat (EUN)                                                       | 14:22,7   |
| 15 km                                                     | Ljubov Jegorova · Egyesített Csapat (EUN)                                                         | 42:20,8   | Marjut Rolig-Lukkarinen · Finnország (FIN)                                                | 43:29,9   | Jelena Välbe · Egyesített Csapat (EUN)                                                       | 43:42,3   |
| 30 km                                                     | Stefania Belmondo · Olaszország (ITA)                                                             | 1:22:30,1 | Ljubov Jegorova · Egyesített Csapat (EUN)                                                 | 1:22:52,0 | Jelena Välbe · Egyesített Csapat (EUN)                                                       | 1:24:13,9 |
| 10 km, üldözőverseny                                      | Ljubov Jegorova · Egyesített Csapat (EUN)                                                         | 25:53,7   | Stefania Belmondo · Olaszország (ITA)                                                     | 26:17,8   | Jelena Välbe · Egyesített Csapat (EUN)                                                       | 26:37,7   |
| 4 × 5 km, váltó                                           | Egyesített Csapat (EUN) · Jelena Välbe · Raisza Szmetanyina · Larisza Lazutyina · Ljubov Jegorova | 59:34,8   | Norvégia (NOR) · Solveig Pedersen · Inger Helene Nybråten · Trude Dybendahl · Elin Nilsen | 59:56,4   | Olaszország (ITA) · Bice Vanzetta · Manuela Di Centa · Gabriella Paruzzi · Stefania Belmondo | 1:00:25,9 |